# Hakkebord (zeilschip)

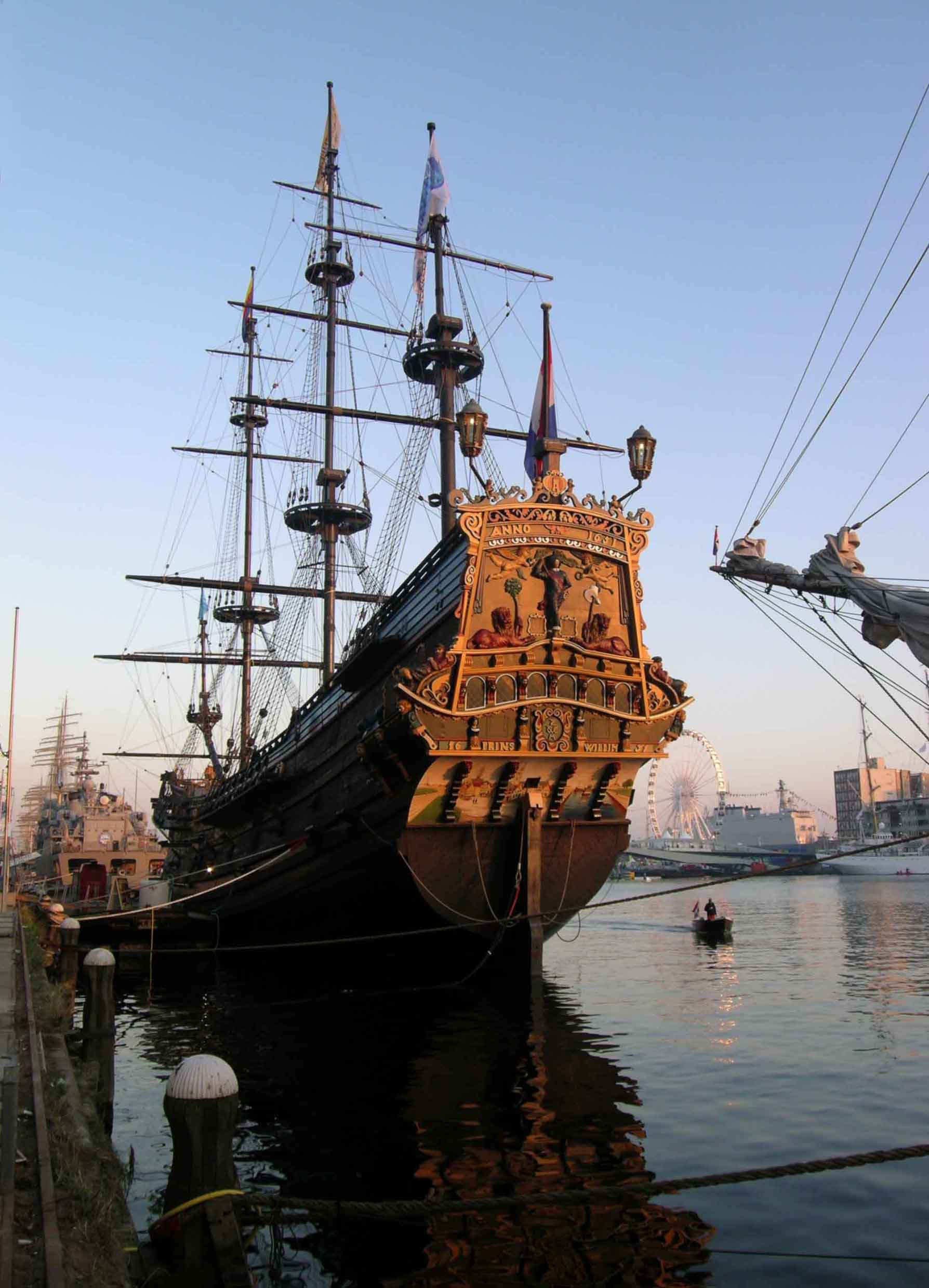
Het hakkebord van het spiegelretourschip Prins Willem toont een afbeelding van Willem II van Oranje

Het hakkebord (ook heckebord,	bovenspiegel of vlakwulf) was een versierd deel aan de bovenkant van de spiegel van een zeilschip. In het van oorsprong massief houten bord werd een voorstelling gesneden waaruit vaak de herkomst of de naam van het schip te herleiden was.
Bij oorlogsschepen was het tevens de plaats voor het wapen van de staat waarvoor het schip voer. 
Binnenvaartschepen hadden op het hakkebord vaak een Bijbelse voorstelling.